# カルロス・クレルク
カルロス・クレルク（Carlos Clerc，1992年2月21日 - ）は、スペイン・バダロナ出身のサッカー選手。ポジションはDF。エルチェCF所属。

## 経歴
2013年9月26日、ビジャレアルCF戦でラ・リーガデビュー。しかしエスパニョール時代のリーグ戦出場はこの1試合にとどまった。
2014年1月31日、出場機会を求めてCEサバデルに期限付き移籍。2015年1月28日にも再度サバデルに期限付き移籍した。
2015年7月15日、ジローナFCに期限付き移籍した。
2016年8月19日、CAオサスナと2年契約を結んだ。2018-19シーズンはクラブのラ・リーガ復帰に貢献した。
2019年7月27日、オサスナとの契約満了に伴いラ・リーガのレバンテUDと3年契約を結んだ。
2022年7月21日、フリーでエルチェCFに加入し、2年契約を交わした。